# Beatrijs Deconinck
Beatrijs Deconinck (Ieper, 5 juli 1955) is een Belgisch magistraat. Van 2019 tot 2024 was ze eerste voorzitter van het Hof van Cassatie, de eerste vrouw die deze functie bekleedt.

## Biografie
Beatrijs Deconinck studeerde rechten aan de Katholieke Universiteit Leuven Campus Kulak Kortrijk en rechten en criminologie aan de Rijksuniversiteit Gent. Na haar studies werd ze deeltijds assistent en lector aan het Instituut voor Procesrecht van de RUG. In 1978 werd ze advocaat aan de balie te Ieper. In 1990 werd ze rechter in de rechtbank van eerste aanleg in Veurne, in 1995 raadsheer in het hof van beroep in Gent en in 2006 raadsheer in het Hof van Cassatie. In 2014 werd Deconinck sectievoorzitter in het Hof van Cassatie. In april 2019 volgde ze Jean de Codt als eerste voorzitter van het Hof van Cassatie op. Ze was de eerste vrouwelijke hoogste magistraat van België. In 2024 volgde Eric de Formanoir haar op.
Ze is tevens raadsheer in het Benelux-Gerechtshof, waarvan ze sinds 2022 president is, en was actief in het Europees justitieel netwerk in burgerlijke en handelszaken. Ze is als academisch consulent verbonden aan de Universiteit Gent en covoorzitter van het Interuniversitair Centrum Gerechtelijk Recht. Ze is auteur van verschillende publicaties in het burgerlijk procesrecht.